# Abdurrahim El-Keib
Abdurrahim Khaled Abdulhafiz El-Keib, född 1950 i Tripoli, död 21 april 2020 i Tuscaloosa, Alabama, USA, var en libysk professor inom elektroteknik, entreprenör och politiker (oberoende) som mellan 31 oktober 2011 och 14 november 2012 var Libyens interima premiärminister, tillsatt av Nationella övergångsrådet.
El-Keib lämnade Libyen 1976 och blev strax därefter en medlem av den Libyska oppositionen mot Muammar al-Gaddafi och under en tid arbetade han för att hjälpa till att finansiera oppositionen. El-Keib kommer från en prestigefylld familj från Sabratha - en kuststad 70 kilometer från Tripoli. Under de första åren på 2000-talet återvände El-Keib till Libyen.